# Lichenotinea maculata
Lichenotinea maculata är en fjärilsart som beskrevs av Petersen 1957. Lichenotinea maculata ingår i släktet Lichenotinea och familjen äkta malar.
Artens utbredningsområde är Tyskland. Inga underarter finns listade i Catalogue of Life.